# Microrregión de Botucatu
La microrregión de Botucatu es una de las  microrregiones del estado brasileño de São Paulo perteneciente a la Mesorregión de Bauru. Su población fue estimada en 2006 por el IBGE en 202.201 habitantes y está dividida en siete municipios. Posee un área total de 4.381,834 km².

## Municipios
- Anhembi
- Bofete
- Botucatu
- Conchas
- Pardinho
- Pratânia
- São Manuel

- Datos: Q2152554